# IC 5056
IC 5056 هو اصطدام مجري، يقع في كوكبة المجهر (كوكبة).

## روابط خارجية
- IC 5056 على موقع ويكي سكاي: DSS2, SDSS, GALEX, IRAS, Hydrogen α, X-Ray, Astrophoto, Sky Map, Articles and images